# Línea Caminreal-Zaragoza

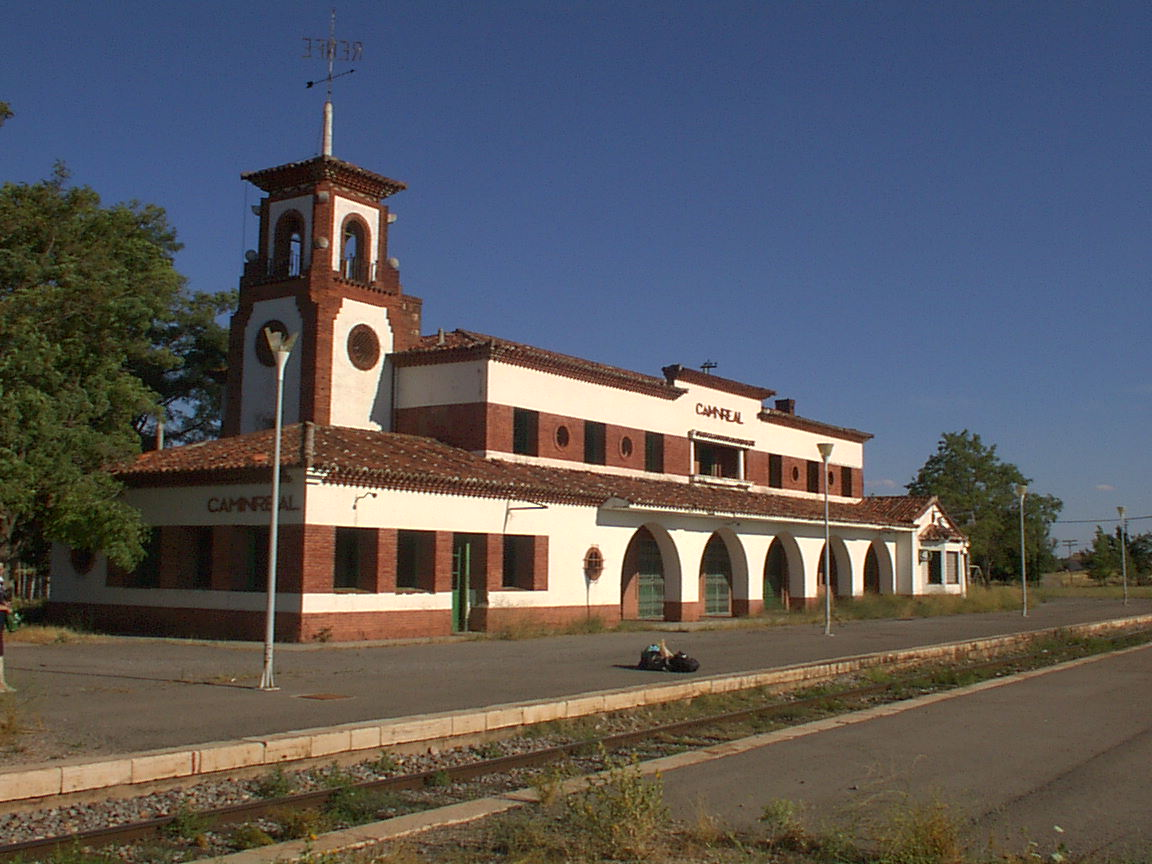
La estación de Caminreal-Fuentes Claras, cabecera de la línea.

La línea Camireal-Zaragoza, conocida coloquialmente como «el Caminreal», fue una línea férrea española de ancho ibérico que enlazaba Caminreal (Teruel) con Zaragoza. Inaugurada en 1933, llegó a tener una longitud de 123 kilómetros. En Caminreal disponía de un enlace con la línea Calatayud-Valencia. Actualmente la mayor parte de su trazado forma parte de la línea Zaragoza-Sagunto.

## Historia
A finales de la década de 1920 la Compañía del Ferrocarril Central de Aragón planteó la construcción de una línea que uniera Zaragoza con Caminreal, donde enlazaría con la línea Calatayud-Valencia. Para ello se aprovecharía el trazado del existente ferrocarril de Cariñena a Zaragoza, de vía estrecha. Los trabajos de construcción transcurrieron entre 1930 y 1933, debiendo realizarse obras de ingeniería como túneles o viaductos. 
El trazado fue inaugurado oficialmente el 2 de abril de 1933, en medio de grandes festejos. La entrada en servicio del nuevo trazado permitió la conexión directa por ferrocarril entre Zaragoza y Teruel, lo que supuso que las tres capitales de provincia aragonesas quedasen entonces conectadas entre sí por tren. Además, la apertura del nuevo trazado permitió el enlace ferroviario de Levante con Francia a través de Teruel y Canfranc. A partir de ese momento Caminreal se convirtió en un importante nudo ferroviario, cuya estación disponía de talleres, cocheras, muelles de carga, etc. Por su parte, en la capital aragonesa se construyó la estación de la línea, denominada Zaragoza-Delicias. Otra estación importante del trazado fue la de Cariñena, que dispuso de una amplia playa de vías, instalaciones de mercancías e incluso una rotonda giratoria.
En 1941, con la nacionalización de toda la red ferroviaria de ancho ibérico, la línea pasó a ser gestionada por RENFE. Finalmente, tras la clausura en 1985 del tramo Calatayud-Caminreal, el trazado original comprendido entre Caminreal y Zaragoza acabó integrándose en la línea Zaragoza-Sagunto.